# Розівка (Кіптівська сільська громада)
Ро́зівка — село в Україні, у Кіптівській сільській громаді Чернігівського району Чернігівської області. Населення становить 3 особи. До 2015 орган місцевого самоврядування — Новошляхівська сільська рада.

## Історія
Село не позначене на мапах РСЧА 1935 і 1941 рр.
3 вересня 2015 року село увійшло до Кіптівської сільської громади шляхом об'єднання із Кіптівською сільрадою. Староста — Грузд Сергій Іванович із села Новий Шлях.
12 червня 2020 року, відповідно до розпорядження Кабінету Міністрів України № 730-р від «Про визначення адміністративних центрів та затвердження територій територіальних громад Чернігівської області», село увійшло до складу Кіптівської сільської громади.
17 липня 2020 року, в результаті адміністративно-територіальної реформи та ліквідації Козелецького району, село увійшло до складу Чернігівського району

## Населення

### Мова
Розподіл населення за рідною мовою за даними перепису 2001 року:
| Мова       | Кількість | Відсоток |
| ---------- | --------- | -------- |
| українська | 11        | 100%     |